# Fort Resolution Airport
Fort Resolution Airport är en flygplats i Kanada. Den ligger i den centrala delen av landet, 3 000 km nordväst om huvudstaden Ottawa. Fort Resolution Airport ligger 160 meter över havet.
Terrängen runt Fort Resolution Airport är mycket platt.Trakten runt Fort Resolution Airport är nära nog obefolkad, med mindre än två invånare per kvadratkilometer.. Närmaste större samhälle är Fort Resolution, 3,2 km sydost om Fort Resolution Airport.